# Astrid Bryan
Astrid Bryan (née le 25 janvier 1983 à Merksem en Belgique) est une actrice et chanteuse belge.

## Biographie
En 1987 elle prend des leçons de violon. Deux ans plus tard elle participe à diverses compétitions et concerts. En 2008 elle prend des leçons de chant et écrit quelques chansons. En 2009 elle travaille avec le producteur Rob Giles à son album rock Taking Over.
En 2005 elle déménage à Los Angeles et un an plus tard épouse l'homme d'affaires américain Anthony John Adrian Bryan Jr., mieux connu sous le nom de John Bryan. Le 3 juillet 2013, Astrid et John Bryan annoncent leur divorce. Un an après son divorce, le 15 juillet 2014, Astrid a annoncé qu'elle a une nouvelle relation avec le belge Bram Coppens, un réalisateur qui vit à Los Angeles. Elle est mariée depuis le 6 décembre 2016.

## Filmographie
- 2010 : Vlaamse Hollywoodvrouwen
- 2010 : Goedele Nu
- 2011 : Villa Vanthilt
- 2011 : Astrid in Wonderland
- 2011 : Bananasplit
- 2011 : Blokken
- 2012 : De Slimste Mens ter Wereld
- 2012 : Tegen de Sterren op
- 2013 : Stars for Life
- 2013 : Een Laatste Groet
- 2014 : The Loft
- 2016 : Dangereuse attraction (Broken Vows) de Brams Coopens